# Bruce Beresford
Bruce Beresford (Sydney, 16 agosto 1940) è un regista australiano.

## Biografia
Bruce Beresford è nato a Sydney in Australia da Lona Warr e Leslie Beresford, commerciante di componenti elettrici. Frequentò le scuole superiori alla "The King's School", dove iniziò a dirigere i primi cortometraggi, il primo nel 1959. Si iscrisse successivamente all'Università di Sydney dove si laureò in filosofia nel 1964. Si trasferì nel 1965 a Londra in cerca di lavoro in ambito cinematografico, trovando impiego in un college femminile senza però ottenere particolare attenzione nella scena cinematografica britannica. Dopo aver lavorato due anni in Nigeria, tornò nel Regno Unito trovando lavoro al British Film Institute come produttore di cortometraggi.
Nel 1972 Beresford tornò in Australia per girare il suo primo lungometraggio, The Adventures of Barry McKenzie. Ottenne un buon successo al botteghino sia Australia sia in Inghilterra, tuttavia non essendo riuscito a ottenere il consenso della critica, faticò a trovare un'altra regia e riprese a insegnare. Il film ebbe un seguito, Barry McKenzie Holds His Own (1974), diretto dallo stesso Beresford. Nel 1975 diresse il suo primo film britannico Side by Side.
Beresford affermò che la sua carriera ebbe una svolta dopo che fu ingaggiato Phillip Adams (già produttore di The Adventures of Barry McKenzie) per dirigere il film Don's Party (1976). Nel 1977, a 36 anni, realizzò il film Il sapore della saggezza, che ricevette l'acclamazione di critica e pubblico. Nel 1980 diresse in Australia, Esecuzione di un eroe e nel 1981 Puberty Blues, e grazie alle critiche positive del primo e il successo al botteghino di entrambe le pellicole, fu chiamato a Hollywood dove diresse nel 1983, Tender Mercies - Un tenero ringraziamento con protagonista Robert Duvall.
Nella seconda metà degli anni ottanta filmò grandi produzione con attori molto noti tra questi film: King David (1985) con Richard Gere, Crimini del cuore (1986) con Jessica Lange e Diane Keaton e Alibi seducente (1989) con Tom Selleck. Nel dicembre 1989, uscirà il suo più grande successo A spasso con Daisy con Morgan Freeman, Jessica Tandy e Dan Aykroyd, vincitore di quattro Premi Oscar, tre Golden Globe e numerosi altri premi prestigiosi. Nel 1999, ottenne un gran successo al botteghino con il film Colpevole d'innocenza. Nel 2016 diresse Mr. Church con Eddie Murphy, al rientro nel cinema dopo quattro anni di assenza. Nel 2018 girò Ladies in Black con Julia Ormond, tornando a dirigere in una produzione esclusivamente australiana dopo più di 35 anni.

## Filmografia

### Regista

#### Cinema
- Don's Party (1976)
- Il sapore della saggezza (The Getting of Wisdom) (1977)
- I cacciatori dell'oceano (Blue Fin) (1978) - non accreditato
- The Club (1980)
- Esecuzione di un eroe (Breaker' Morant) (1980)
- Puberty Blues (1981)
- Tender Mercies - Un tenero ringraziamento (Tender Mercies) (1983)
- King David (1985)
- Crimini del cuore (Crimes of the Heart) (1986)
- Alibi seducente (Her Alibi) (1989)
- A spasso con Daisy (Driving Miss Daisy) (1989)
- Mister Johnson (1990)
- Manto nero (Black Robe) (1991)
- Cambiar vita (Rich in Love) (1992)[5]
- Alla ricerca dello stregone (A Good Man in Africa) (1994)
- Rosso d'autunno (Silent Fall) (1994)
- Difesa ad oltranza - Last Dance (Last Dance) (1996)
- Paradise Road (Paradise Road) (1997)
- Sydney: A Story of a City (1999)
- Colpevole d'innocenza (Double Jeopardy) (1999)
- Bride of the Wind (2001)
- Evelyn (2002)
- The Contract (2006)
- Mao's Last Dancer (2009)
- Peace, Love & Misunderstanding (2011)
- Mr. Church (2016)
- Ladies in Black (2018)
- Overture (2025)

#### Televisione
- Poor Fella Me – film TV (1973)
- Pancho Villa - La leggenda (And Starring Pancho Villa as Himself) – film TV (2003)
- Orpheus – film TV (2006)
- Bonnie & Clyde – miniserie TV, 2 episodi (2013)
- Radici (Roots) – miniserie TV, 1 episodio (2016)
- Flint - film TV (2017)

### Regista e sceneggiatore
- The Adventures of Barry McKenzie (1972)
- Barry McKenzie Holds His Own - soggetto (1974)
- Side by Side (1975)
- Squadra speciale 44 magnum (La morte fa l'appello) (Money Movers) (1978)
- Esecuzione di un eroe (Breaker' Morant) (1980)
- The Fringe Dwellers (1986)
- Episodio: Glück, Das Mir Verblieb, di Aria, regia collettiva (1987)
- Paradise Road - soggetto (1997)
- Ladies in Black (2018)

### Sceneggiatore
- Curse of the Starving Class, regia di J. Michael McClary (1994)